# Costa (Guimarães)
Costa oder Santa Marinha da Costa ist eine Gemeinde im Norden Portugals.
Costa gehört zum Kreis und zur Stadt Guimarães im Distrikt Braga, besitzt eine Fläche von 4,7 km² und hat 5396 Einwohner (Stand 19. April 2021). 

## Bauwerke

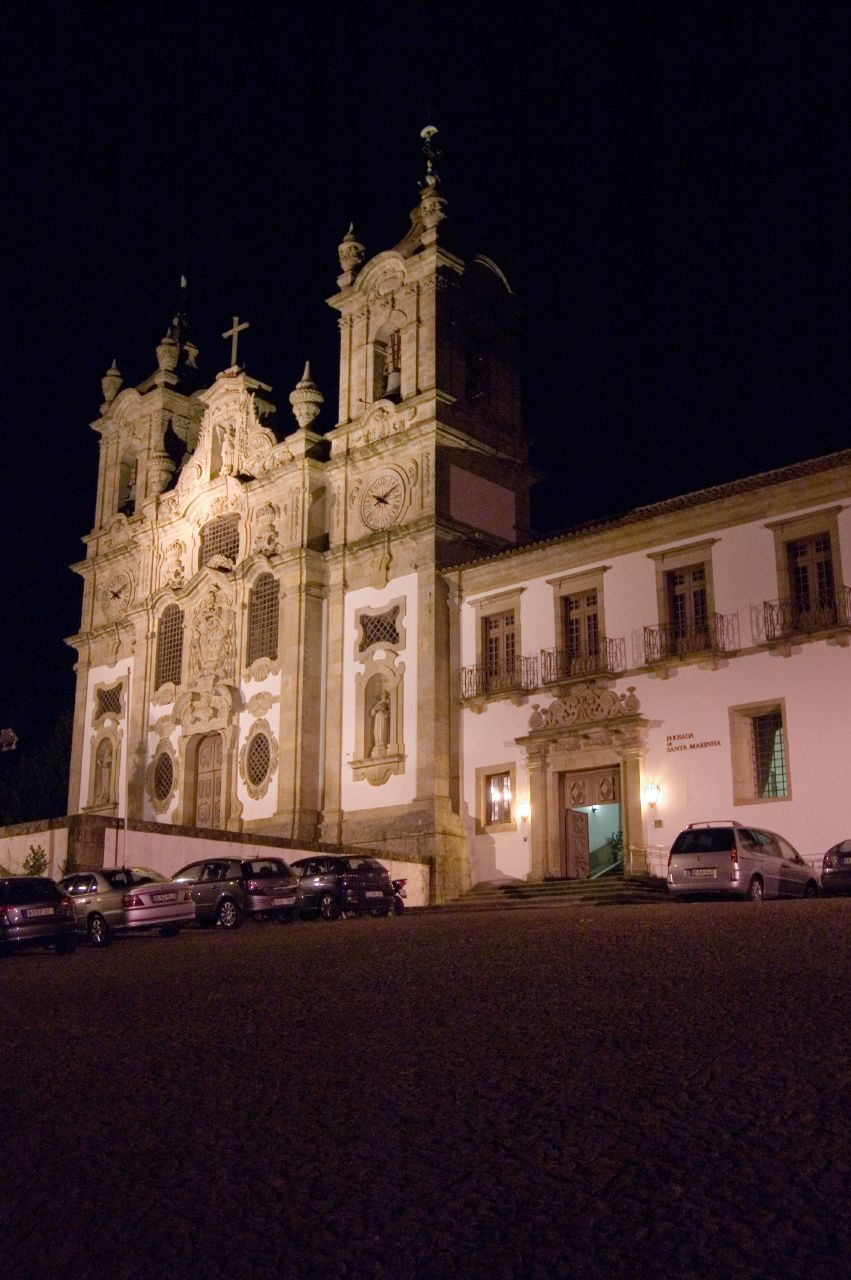
Pousada de Santa Marinha

- Archäologische Fundstätte von Penha
- Pousada de Santa Marinha (por.: Gasthaus von Santa Marinha), ein ehemaliges Augustinerkloster aus dem 12. Jahrhundert, das nunmehr als Hotel genutzt wird[3]
- Talstation der Gondelbahn zum Berg Serra da Penha